# Rovello Porro
Rovello Porro es una localidad y comune italiana de la provincia de Como, región de Lombardía, con 5.512 habitantes.

## Evolución demográfica
| Gráfica de evolución demográfica de Rovello Porro entre 1861 y 2001 |
|                                                                     |
| Fuente ISTAT - elaboración gráfica de Wikipedia                     |